# Eustomias hulleyi
Eustomias hulleyi is een straalvinnige vissensoort uit de familie van Stomiidae. De wetenschappelijke naam van de soort is voor het eerst geldig gepubliceerd in 1985 door Gomon & Gibbs.